# United Press International Athlete of the Year Award
Die United Press International Athlete of the Year Award war eine von der Nachrichtenagentur United Press International (kurz UPI) von 1974 bis 1995 jährlich veranstaltete Preisverleihung für die sogenannten „Weltsportler des Jahres“. Frauen wurden separat gekürt. Übersicht aller männlichen Preisträger:
| Jahr | Preisträger             | Land                   | Sportart        |
| ---- | ----------------------- | ---------------------- | --------------- |
| 1974 | Muhammad Ali            | Vereinigte Staaten     | Boxen           |
| 1975 | João Carlos de Oliveira | Brasilien              | Leichtathletik  |
| 1976 | Alberto Juantorena      | Kuba                   | Leichtathletik  |
| 1977 | Alberto Juantorena (2)  | Kuba                   | Leichtathletik  |
| 1978 | Henry Rono              | Kenia                  | Leichtathletik  |
| 1979 | Sebastian Coe           | Vereinigtes Königreich | Leichtathletik  |
| 1980 | Eric Heiden             | Vereinigte Staaten     | Eisschnelllauf  |
| 1981 | Sebastian Coe (2)       | Vereinigtes Königreich | Leichtathletik  |
| 1982 | Daley Thompson          | Vereinigtes Königreich | Leichtathletik  |
| 1983 | Carl Lewis              | Vereinigte Staaten     | Leichtathletik  |
| 1984 | Carl Lewis (2)          | Vereinigte Staaten     | Leichtathletik  |
| 1985 | Steve Cram              | Vereinigtes Königreich | Leichtathletik  |
| 1986 | Diego Maradona          | Argentinien            | Fußball         |
| 1987 | Ben Johnson             | Kanada                 | Leichtathletik  |
| 1988 | Matt Biondi             | Vereinigte Staaten     | Schwimmen       |
| 1989 | Boris Becker            | Deutschland            | Tennis          |
| 1990 | Stefan Edberg           | Schweden               | Tennis          |
| 1991 | Sergey Bubka            | Sowjetunion            | Leichtathletik  |
| 1992 | Kevin Young             | Vereinigte Staaten     | Leichtathletik  |
| 1993 | Miguel Indurain         | Spanien                | Straßenradsport |
| 1994 | Johann Olav Koss        | Norwegen               | Eisschnelllauf  |
| 1995 | Jonathan Edwards        | Vereinigtes Königreich | Leichtathletik  |